# Hapithus libratus
Hapithus libratus är en insektsart som beskrevs av Otte, D. 2006. Hapithus libratus ingår i släktet Hapithus och familjen syrsor. Inga underarter finns listade i Catalogue of Life.